# نواف العقیدی
نواف العقیدی (عربی: نواف بن ضاحی بن فیصل الشویطی العقیدی) بازیکن فوتبال اهل عربستان صعودی است که در پست دروازه بان برای باشگاه فوتبال النصر بازی میکند.

## مفقود شدن
به گفته بعضی خبرگزاری ها او در سفر به ایران در فرودگاه به خاطر ازدحام زیاد گم شد اما این خبر تایید نشده تا به حال اما ایرانیان با این موضوع بسیار شوخی کردند.

## افتخارات

### تیم ملی زیر ۲۳ سال عربستان
- مسابقات فوتبال زیر ۲۳ سال آسیا : ۲۰۲۲

### افتخارات فردی
- بهترین بازیکن ماه لیگ حرفه‌ای فوتبال عربستان: می و ژون ۲۰۲۲ [۱]
- بهترین دروازه‌بان ماه لیگ حرفه‌ای فوتبال عربستان : آپریل ۲۰۲۳
- بهترین دروازه‌بان مسابقات فوتبال زیر ۲۳ سال آسیا : ۲۰۲۲[۲]
- بهترین دروازه‌بان جام قهرمانان باشگاه‌های عربی : ۲۰۲۳[۳]